# Harpactea longitarsa
Harpactea longitarsa este o specie de păianjeni din genul Harpactea, familia Dysderidae, descrisă de Alicata, 1974. Conform Catalogue of Life specia Harpactea longitarsa nu are subspecii cunoscute.